# Thức uống có cồn
Bài này viết về các loại thức uống có chứa cồn (Ethanol). Trong Wikipedia tiếng Việt còn có bài viết về rượu nhìn theo phương diện hóa học.

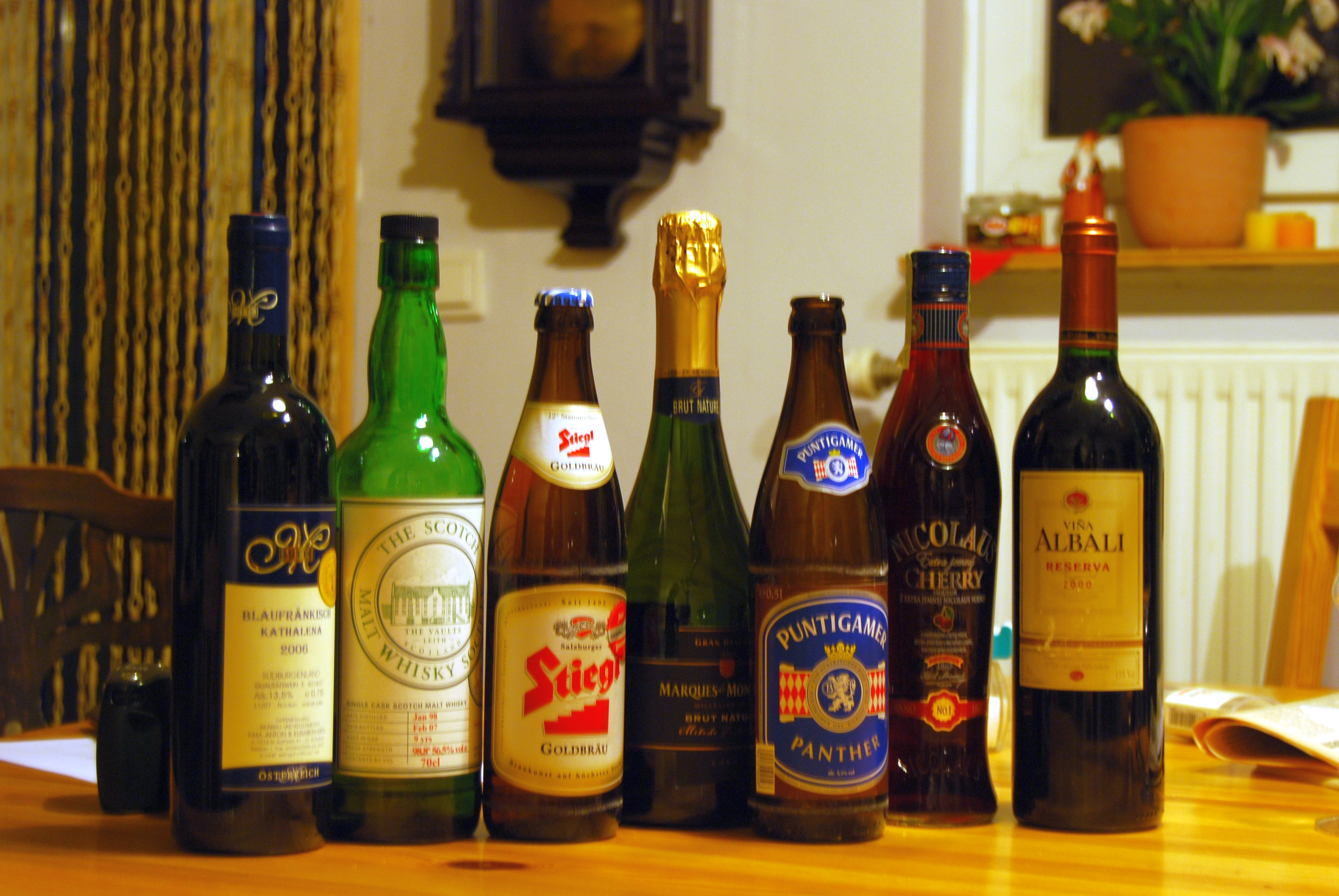
Một dãy các đồ uống có cồn: rượu vang đỏ, rượu whisky mạch nha, bia lager, rượu vang, bia, rượu mùi anh đào và rượu vang đỏ

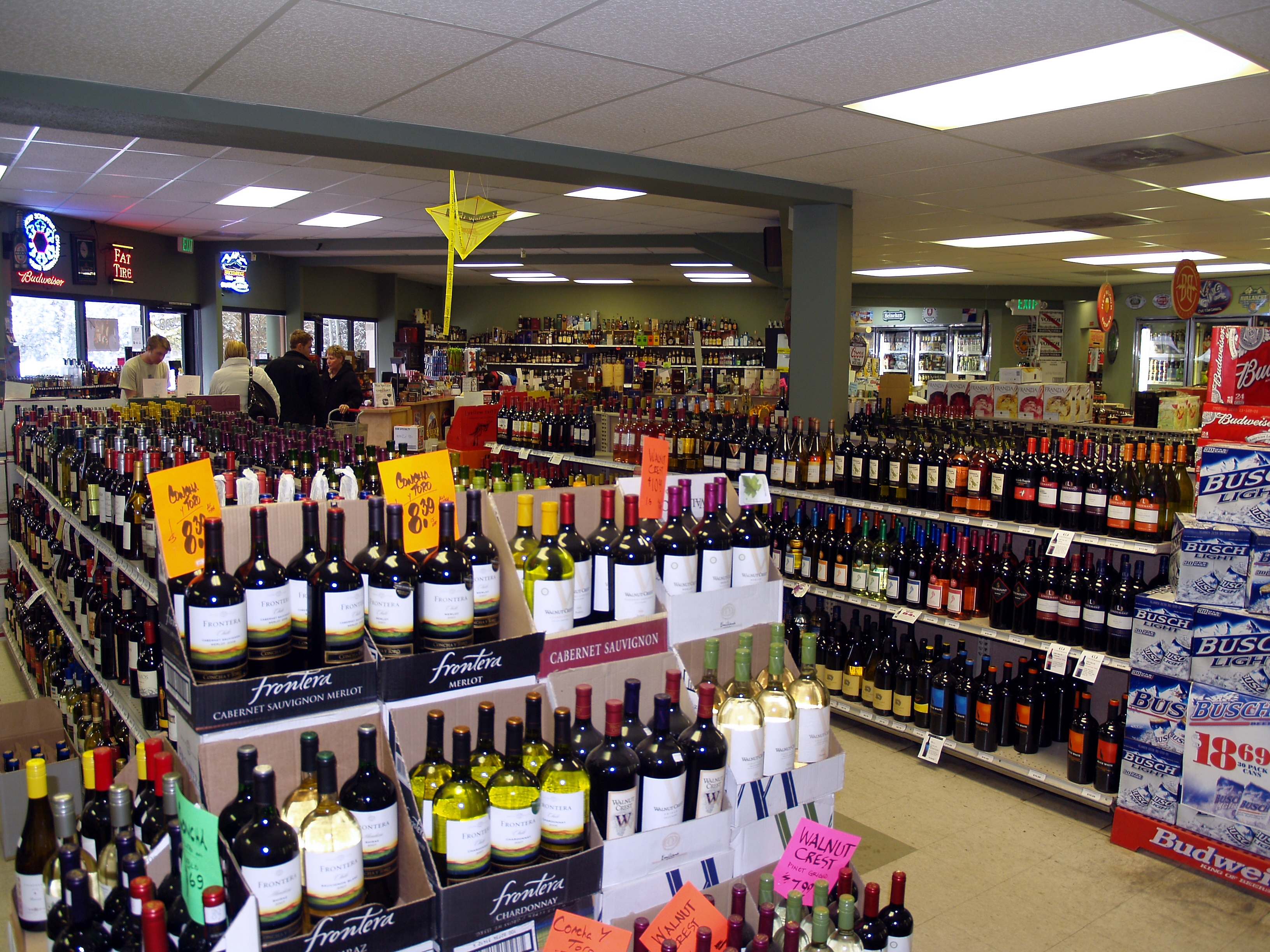
Một cửa hàng rượu ở Hoa Kỳ. Doanh số toàn cầu của đồ uống có cồn vượt quá 1 nghìn tỷ USD trong năm 2018.

Thức  uống có cồn là một loại thức uống có chứa ethanol, một loại rượu được sản xuất bằng cách lên men ngũ cốc, trái cây hoặc các nguồn đường khác. Việc tiêu thụ rượu đóng một vai trò xã hội quan trọng trong nhiều nền văn hóa. Hầu hết các quốc gia đều có luật điều chỉnh việc sản xuất, bán và tiêu thụ đồ uống có cồn. Một số quốc gia cấm các hoạt động như vậy hoàn toàn, nhưng đồ uống có cồn là hợp pháp ở hầu hết các nơi trên thế giới. Ngành công nghiệp đồ uống có cồn toàn cầu có doanh thu vượt quá 1 nghìn tỷ đô la vào năm 2018.
Rượu là một chất gây trầm cảm, ở liều thấp gây hưng phấn, giảm lo lắng và cải thiện tính xã hội. Ở liều cao hơn, nó gây ra say rượu, choáng váng, bất tỉnh hoặc tử vong. Sử dụng lâu dài có thể dẫn đến lạm dụng rượu, ung thư, lệ thuộc về thể chất và nghiện rượu. Rượu là một trong những loại thuốc giải trí được sử dụng rộng rãi nhất trên thế giới, với khoảng 33% số người là những người uống rượu hiện tại. Tính đến  năm 2016   Trung bình, phụ nữ uống 0,7 ly và nam 1,7 ly mỗi ngày.  Vào năm 2015, trong số những người Mỹ, 86% người trưởng thành đã uống rượu vào một thời điểm nào đó, 70% đã uống nó trong năm ngoái và 56% trong tháng trước. Đồ uống có cồn thường được chia thành ba loại - bia, rượu vang và rượu mạnh. Thông thường nồng độ cồn của các đồ uống này là từ 3% đến 50%.
Khám phá về những chiếc bình thời kỳ đồ đá muộn cho thấy đồ uống lên men đã tồn tại ít nhất là sớm nhất là vào thời kỳ đồ đá mới (khoảng 10.000 năm TCN). Nhiều động vật cũng uống rượu khi có cơ hội và bị say theo cách tương tự như con người, mặc dù con người là loài duy nhất được biết là có sản xuất đồ uống có cồn một cách có chủ ý.

## Đồ uống lên men

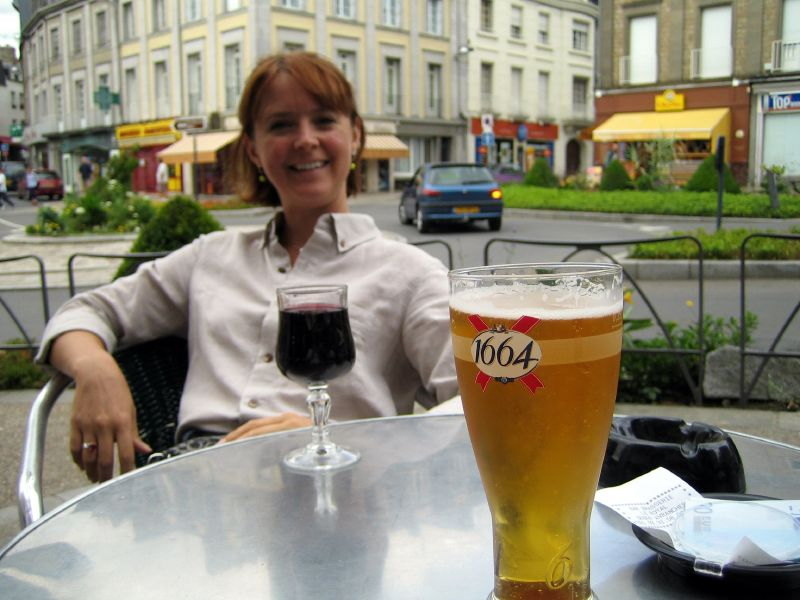
Rượu (trái) và bia (phải) được phục vụ trong các ly khác nhau.

### Bia
Bia là một loại đồ uống lên men từ ngũ cốc nghiền thường được làm từ lúa mạch hoặc hỗn hợp của một số loại ngũ cốc và được tạo hương vị với hoa bia. Hầu hết bia được cacbon hóa tự nhiên như là một phần của quá trình lên men. Nếu hỗn hợp lên men được chưng cất, thì thức uống trở thành một loại rượu chưng cất. Ở vùng Andean, loại bia phổ biến nhất là chicha, được làm từ ngũ cốc hoặc trái cây. Bia là đồ uống có cồn được tiêu thụ nhiều nhất trên thế giới.

### Cider
Cider hoặc cyder (/ˈsaɪdər/ SY-dər) là một thức uống có cồn lên men làm từ bất kỳ nước trái cây nào; nước táo (truyền thống và phổ biến nhất), đào, lê (rượu táo "Perry") hoặc trái cây khác. Nồng độ cồn trong cider thay đổi từ 1,2% ABV đến 8,5% trở lên trong các loại cider truyền thống của Anh. Ở một số vùng, cider có thể được gọi là "rượu táo".

### Mead
Mead (/miːd/) là một thức uống có cồn được làm bằng cách lên men mật ong với nước, đôi khi với nhiều loại trái cây, gia vị, ngũ cốc hoặc hoa bia. Độ cồn của mead có thể dao động từ khoảng 8% ABV đến hơn 20%. Đặc điểm nổi bật của mead là phần lớn đường lên men của thức uống có nguồn gốc từ mật ong.

### Pulque
Pulque là thức uống lên men của vùng Trung Bộ châu Mỹ được làm từ "nước mật ong" của maguey, Agave americana. Đồ uống được chưng cất từ pulque là tequila hoặc mescal Mezcal.

### Rượu vang
Rượu vang là một loại đồ uống lên men được sản xuất từ nho và đôi khi các loại trái cây khác. Rượu vang bao gồm quá trình lên men lâu hơn bia và quá trình ủ kéo dài (vài tháng hoặc nhiều năm), dẫn đến nồng độ cồn là 9%-16% ABV.
"Rượu trái cây " được làm từ các loại trái cây khác ngoài nho, chẳng hạn như mận, anh đào hoặc táo.
Sake là một ví dụ phổ biến của "rượu gạo".
Rượu vang sủi như Champagne Pháp, Catalan Cava hoặc Ý Prosecco có thể được làm bằng phương pháp lên men thứ cấp.

### Whisky
Whisky (tiếng Anh, tiếng Pháp: Whisky, phát âm tiếng Việt như là Uýt-sky) và phần lớn nước Mỹ là Whiskey là một loại đồ uống có chứa cồn được sản xuất từ ngũ cốc bằng cách lên men và chưng cất. Từ Whisky được nhắc đến lần đầu tiên vào năm 1736 xuất phát từ usisge beatha trong tiếng Gaelic tại Scotland hay từ uisce beatha trong tiếng Gaelic tại Ireland và có nghĩa là "nước của cuộc sống" (uisge/uisce: "nước", beatha: "sống"). Khái niệm này đã phổ biến ngay từ thế kỷ 16-thế kỷ 17 nhưng thời đấy người ta hiểu đấy không chỉ riêng là Whisky mà còn là những loại rượu chưng cất khác có thêm đồ gia vị.

## Lịch sử
Các loại thức uống có chứa cồn lên men đã được biết đến từ thời tiền sử. Người Ai Cập và người Sumer là những người đầu tiên sản xuất bia và sau đó là rượu vang dùng các loại men hoang dã. Họ cũng là những người đầu tiên dùng rượu trong y học. Các kết quả khảo cổ học mới đây đã củng cố cho giả thuyết rằng người Trung Hoa đã sản xuất rượu từ 5000 năm trước Công nguyên.
Rượu vang đã được uống từ thời Hy Lạp cổ điển trong các bữa ăn sáng và tiệc rượu ban đêm. Trong thế kỷ 1 TCN rượu vang cũng được người dân La Mã dùng trong các bữa ăn. Tuy nhiên người Hy Lạp và cả người La Mã đều pha loãng rượu vang với nước.
Trong khoảng từ thế kỷ 8 – 9 các nhà giả kim thuật đạo Hồi đã chưng cất rượu mạnh từ rượu vang. Rượu được dùng phổ biến trong cuộc sống hằng ngày cũng như trong y học thời đó. Rượu mạnh bắt đầu gia nhập vào châu Âu khoảng giữa thế kỷ 12 qua các nhà giả kim thuật và từ giữa thế kỷ 14 lượng rượu dùng bắt đầu tăng vọt.

## Cồn trong cơ thể con người

### Hấp thụ và phân hủy trong cơ thể
Cồn được hấp thụ trên toàn tuyến của bộ phận tiêu hóa, bắt đầu ngay từ màng niêm mạc trong miệng. Cồn được hấp thụ ở đấy đi thẳng vào máu và vì thế được phân tán ra trên toàn cơ thể. Cồn được hấp thụ ở ruột đi cùng với máu đến gan và được phân hủy một phần ở đó. Khả năng tiếp nhận cồn tăng lên nhờ vào các yếu tố làm gia tăng việc lưu thông máu thí dụ như nhiệt (Irish coffee), đường (rượu mùi) hay dioxide cacbon (hơi ga trong sâm banh). Ngược lại, mỡ làm cho cơ thể tiếp nhận cồn chậm lại. Việc này không làm giảm việc hấp thụ cồn mà chỉ kéo dài thời gian ra. Trong gan cồn được enzim phân hóa thành êtanal (CH3-CHO), êtanal tiếp tục bị oxy hóa thành axít axêtic. Axít axêtic được các tế bào trong toàn cơ thể phân hủy thành năng lượng và dioxide cacbon CO2. Sản phẩm trung gian êtanal chính là thủ phạm của các cơn nhức đầu, hậu quả của việc uống nhiều rượu. Đường ngăn cản việc phân hủy cồn trong cơ thể, vì vậy mà tác động nhức đầu ở các loại rượu có đường rất cao, nhất là ở rượu mùi và một số loại sâm banh.
Tốc độ phân hủy cồn không thay đổi trong giới hạn nhất định. Ở phần đông người châu Âu là khoảng 1 g cồn trên 10 kg cân nặng trong một giờ. Tốc độ phân hủy cồn không tăng lên vì hay uống rượu. Hiệu ứng quen với cồn thường được nhìn thấy ở những người nghiện rượu không do phân hủy cồn nhanh mà là do hệ thống thần kinh đã quen với lượng chất độc cao hơn.

### Biểu hiện của cơ thể do nồng độ cồn trong máu
Sau khi uống rượu, cơ thể có những phản ứng qua nhiều giai đoạn tương ứng với lượng cồn trong máu (blood alcohol concentration - BAC)
1. Hưng phấn - BAC: 0,03-0,12%
  - tự tin hơn, liều lĩnh hơn
  - khả năng tập trung giảm, thời gian chú ý rút ngắn
  - mặt có thể đỏ ửng
  - giảm khả năng phán đoán, nhận xét, thường nghĩ gì nói đó, thiếu suy xét
  - gặp khó khăn trong các cử động khéo léo như viết, ký tên...
2. Kích động - BAC: 0,09-0,25%
  - khó nhận thức hay ghi nhớ vấn đề
  - phản ứng chậm
  - dễ mất thăng bằng
  - giảm sút các khả năng cảm giác như: nhìn mọi vật đều mờ ảo, nghe, nếm kém...
3. Lúng túng - BAC: 0,18-0,30%
  - có thể không biết mình là ai, đang làm gì
  - hoa mắt, chóng mặt, đi đứng lảo đảo
  - có những cảm xúc cực đoan: rất hung hăng hoặc rất nhút nhát, có khi rất trìu mến...
  - cảm thấy buồn ngủ
  - lời nói không mạch lạc, câu chữ líu nhíu, giọng nói lè nhè
  - động tác rời rạc, kết hợp kém, chẳng hạn như chụp một vật được ném tới một cách rất khó khăn
  - khó cảm thấy đau đơn hơn so với người bình thường
4. Sững sờ - BAC: 0,25-0,4%
  - hầu như không thể di chuyển, đi, đứng hay trả lời kích thích nói chung
  - lúc tỉnh, lúc mê
  - có khi ói mửa
5. Bất tỉnh - BAC: 0,35-0,50%
  - Không còn ý thức
  - Phản ứng của cơ thể giảm mạnh, đồng tử hầu như không phản ứng với ánh sáng
  - Hơi thở chậm và yếu
  - Nhịp tim chậm dần
  - Có cảm giác lạnh (nhiệt độ cơ thể giảm xuống dưới thân nhiệt bình thường)
6. Tử vong - BAC: > 0,50%

### Tác động tâm lý trực tiếp
Cồn làm giãn các mạch máu, đặc biệt là các mạch máu bên ngoài. Từ đó mà người ta có cảm giác ấm khi uống các loại thức uống có cồn. Khi đó việc điều chỉnh nhiệt lượng tự nhiên của cơ thể không còn hiệu lực nữa. Đồng thời cồn lại có tác dụng gây mê vì thế mà giá lạnh không còn cảm nhận được. Do đó uống cồn trong mùa đông có thể dẫn đến lạnh cóng cho đến chết.
Cồn kết hợp cùng với các thuốc uống và các loại chất gây nghiện khác cũng gây hại mạnh hơn và nhanh hơn là chỉ uống rượu đơn thuần.

### Tác động đến bộ não và các tác hại khác
Ngay khi chỉ uống một lượng vừa phải (0,2 phần ngàn (0,2 ‰) cồn trong máu, tương đương với 0,3 l bia hoặc 100 ml rượu vang), tùy theo cân nặng và cấu tạo của cơ thể, cồn đã có tác động đến hệ thống thần kinh và đặc biệt là lên não: góc nhìn bị thu hẹp lại và thời gian phản ứng chậm đi. Các nhà nghiên cứu của Đại học Stockholm đã tìm thấy rằng uống 50 g cồn hằng ngày sẽ để lại tác hại vĩnh viễn. Ước lượng vào khoảng 100.000 tế bào não sẽ bị giết chết khi uống một ly bia. Trong một cơn say rượu con số tế bào não chết đi có thể lên đến 10.000.000.
Cồn cũng ảnh hưởng đến tình dục và khả năng có con. Cồn làm giảm tính tự kiềm chế và vì thế tăng hưng phấn tình dục. Cồn thuộc vào các chất có tác dụng độc hại đến tinh hoàn và tinh trùng. Theo các nghiên cứu mới đây của giáo sư E. Abel (Mỹ), nam giới uống rượu trước khi sinh hoạt tình dục chẳng những làm tăng khả năng sẩy thai mà còn có thể ảnh hưởng đến việc phát triển của đứa con sinh ra. Người mẹ uống rượu trong thời gian mang thai dễ sinh ra các đứa trẻ có khuyết tật về trí tuệ.
Tác động lớn nhất của các thức uống có cồn là các tác động lên hệ thần kinh. Với khối lượng từ trên 250 đến 500 ml thức uống có cồn, tùy theo tỷ lệ độ cồn có trong thức uống, có thể gây các trạng thái như sau:
- Mức độ nhẹ (dưới 20% alcohol với khối lượng tùy theo trọng lượng và trạng thái cơ thể): Chất cồn trọng thức uống có thể gây trạng thái bay bổng. Khi đó, người có trạng thái này không thể xác định được nhu cầu của chính mình, không thể biết mình cần gì và không cần gì. Thông thường, người ta vẫn gọi đây là trạng thái "ngà ngà say".
- Mức độ trung bình (từ 20% đến dưới 45% alcohol với khối lượng tùy theo trọng lượng và trạng thái cơ thể): Chất cồn tác động đến các vùng sâu của hệ thần kinh, gây trạng thái trì trệ ở toàn bộ các thùy quan trọng điều khiển các giác quan của não. Ở trạng thái "ngất ngây" này, con người mất khả năng điều khiển lý trí và tình cảm; chỉ còn lại khả năng tự vận động theo bản năng. Đây là trạng thái "say".
- Mức độ nặng (trên 45% alcohol với khối lượng tùy theo trọng lượng và trạng thái cơ thể): Cơ thể hoàn toàn mất điều khiển tại tất cả các tuyến thần kinh ngoại biên, mất cảm giác không gian và thời gian, mất ý thức; thậm chí rơi vào hôn mê. Đây là trạng thái "quá say" khi uống rượu.

### Các tác dụng tốt có thể có cho sức khỏe
Người ta vẫn còn tranh luận gay gắt về việc các loại thức uống có cồn có tác dụng tốt đến sức khỏe. Nhiều tác dụng tốt trước mắt bị triệt tiêu đi vì các tác hại khác, như nguy cơ bị ung thư tăng lên khi uống rượu đều đặn mặc dầu chỉ ở lượng nhỏ, điều này đã được khẳng định bởi những nghiên cứu khoa học.
Xuất phát từ một số nghiên cứu có thể nói là dùng một lượng rất ít một số thức uống có cồn nhất định, đặc biệt là rượu vang đỏ (vào khoảng 1-2 ly một ngày), qua một thời gian dài có thể bảo vệ chống lại bệnh về động mạch vành của tim. Ngoài ra uống cho đến 20-40g ở phái nam hoặc đến 10-20 g ở phái nữ cũng có thể làm tăng tuổi thọ.
Ở trên mức độ này các tác dụng tốt sẽ bị quay ngược lại. Nguyên nhân của các tác động này không phải chính từ cồn mà là từ những chất hòa tan theo có trong rượu vang và bia vì cồn là một dung môi tốt (theo lý thuyết dung môi). Vì thế mà rượu mạnh như rượu đế và đa số các rượu mùi không có các tác dụng tương tự.

### Nồng độ cồn trong cơ thể
Nồng độ của cồn trong máu được tính bằng miligam cồn có trong một gam máu (mg/g). Nồng độ của cồn trong hơi thở được tính bằng milligam cồn có trong một lít hơi thở. Tính chuyển đổi từ nồng độ cồn trong hơi thở sang nồng độ trong máu không chính xác hoàn toàn vì tỉ số thay đổi theo thời gian.

## Các hạn định pháp luật

### Trong thương mại và tiêu dùng
Ở một số nước, đặc biệt là các nước theo đạo Hồi, rượu bị cấm rất nghiêm ngặt như ma túy. Một số loại thức uống có cồn như absinth cũng đã bị cấm ở nhiều nước châu Âu vì tiềm năng nguy hiểm cao. Ở Mỹ vẫn còn có một số nơi cấm rượu hoàn toàn thí dụ như Weston của Massachusetts, Mỹ.
Ở Đức và Thụy Sĩ người ta chỉ được phép bán các thức uống có cồn cho những người trên 16 tuổi. Đối với những thức uống có cồn mạnh thậm chí phải trên 18 tuổi.
Ở Áo việc bảo vệ thanh thiếu niên thuộc về quyền hạn của các tiểu bang. Ở Viên, Niederösterreich và Burgenland chỉ được phép uống rượu khi trên 16 tuổi. Ở những tiểu bang khác chỉ được phép uống các loại thức uống có lượng cồn 14% khi trên 16 tuổi, các loại có lượng cồn nhiều hơn chỉ được phép uống khi đủ 18 tuổi. Ở nhiều nước khác, đặc biệt là ở Mỹ, có nhiều quy định áp dụng độ tuổi ít nhất phải là 21 tuổi.

### Trong giao thông
Vì rượu ảnh hưởng đến khả năng lái xe nên nhiều nước chỉ cho phép có một lượng cồn tối đa trong máu hay trong hơi thở:
- Ở Áo:

- 0,1‰ cho những người lái xe tải và xe buýt
- 0,5 ‰ cho những người lái xe hơi và xe máy hai bánh

- Ở Đức: 0,5 ‰ trong máu hoặc 0,25 mg/l trong hơi thở. Trong trường hợp lái xe khác thường hoặc xảy ra tai nạn thì ngay từ nồng độ 0,3 ‰ đã có thể bị tội.
- Ở Thụy Sĩ: 0,5 ‰

- Ở Việt Nam: Cấm điều khiển phương tiện giao thông khi sử dụng rượu bia.[12]

Các nước khác như Hungary, Croatia, Bulgaria không cho phép có cồn trong người khi lái xe (0,0 ‰).